# Мёртвый Брюгге
«Мёртвый Брюгге» (Bruges-la-Morte) — символистская повесть бельгийского писателя Жоржа Роденбаха. Опубликована в 1892 году в февральских номерах парижской газеты «Фигаро». Отдельное издание было проиллюстрировано фотографиями, чего ранее не встречалось в истории литературы.
На русский язык книга была переведена в 1910 году Марией Веселовской.

## Сюжет
Главный герой произведения — Юг Виан, вдовец, безутешно оплакивающий свою рано ушедшую жену. Он поселяется в городе Брюгге, где живёт крайне замкнуто и уединённо. Постоянно вспоминая покойную, он создаёт вокруг её образа своеобразный культ, вновь и вновь переживая горечь невосполнимой утраты. Город Брюгге, утративший былое значение из-за потери статуса морского порта, представляется герою местом, в полной мере отражающего его личную меланхолию. Поэтому он мысленно называет город «мёртвым».
Однажды, бесцельно гуляя по улицам города, Виан встречает женщину, которая показалась ему ожившей женой. Позже он знакомится с ней ближе. Это Жанна, танцовщица, подрабатывающая в местном музыкальном театре в составе кордебалета. Необыкновенное сходство с умершей заставляет героя вступить с ней в связь. Однако, он не чувствует полного удовлетворения своей страсти. Виан одновременно испытывает влечение к Жанне и чувство вины перед своей умершей женой.
Постепенно весь город узнаёт об этой связи и осуждает Виана. Отношения между ним и Жанной приобретают всё более болезненный характер. Так, например, он уговаривает её примерить платья своей покойной жены. Виану подбрасывают анонимные письма, в которых обвиняют Жанну в моральной нечистоплотности, а его старая служанка, не способная пережить готовящегося визита Жанны в хозяйский дом, покидает службу. После этого наступает кризис в отношениях Виана и Жанны. В порыве отчаяния герой убивает свою любовницу.

## Характеристика
«Мёртвый Брюгге» считается образцовым произведением декадентства конца XIX века. В повести затрагиваются многие темы, будоражившие в то время умы: кризис европейской культуры, одиночество, упадок и смерть, соотношение обыденной реальности и творческой фантазии. В гюисмансовской традиции повесть переполнена образами угасания, деградации. Большое значение для эстетики произведения имеют интерес к патологическим состояниям психики, определенный физиологизм, обращение к религиозной тематике.

## Наследие
- Повесть легла в основу оперы Эриха Корнгольда «Мёртвый город», впервые поставленной в 1920 году.
- В 1915 году Евгений Бауэр снял по мотивам повести фильм «Грёзы».
- Буало и Нарсежак переработали сюжет романа Роденбаха в книге «Из царства мёртвых», которая была экранизирована Хичкоком под названием «Головокружение».
- «Мертвый Брюгге» упоминается в романе Умберто Эко «Таинственное пламя царицы Лоаны».